# 2004-2005シーズンのNBA
2004-2005シーズンのNBAは、NBAの59回目のシーズンである。レギュラーシーズンは2004年11月2日から始まり、2005年6月23日に全日程が終了した。

## シーズン前

### ボブキャッツの誕生
シャーロット市を本拠地とするシャーロット・ボブキャッツが誕生する。新球団の新設に伴いリーグが再編成され、2カンファレンス4デビジョン制から2カンファレンス6ディヴィジョン制となり、ニューオーリンズ・ホーネッツはウェスタン・カンファレンスに編入された。さらに6月22日にエクスパンション・ドラフトが行われ、ジェラルド・ウォーレスら19名がボブキャッツ創設メンバーとなった。またドラフトでは全体2位指名でエメカ・オカフォーを指名し、さらにベテランポイントガードのブレビン・ナイトを獲得した。

### ドラフト
高卒選手のドワイト・ハワードがオーランド・マジックから全体1位指名を受けた。
ドワイト・ハワード(1位)、デビン・ハリス(5位)、ルオル・デン(7位)、アンドレ・イグダーラ(9位)、ジャミーア・ネルソン(20位)ら5人のオールスターが指名を受けた他、エメカ・オカフォー(2位)、ベン・ゴードン(3位)、ショーン・リビングストン(4位)、ジョシュ・チルドレス(6位)、アンドリス・ビエドリンシュ(11位)、セバスチャン・テルフェア(13位)、クリス・ハンフリーズ(14位)、アル・ジェファーソン(15位)、ジョシュ・スミス(17位)、J・R・スミス(18位)、ドレル・ライト(19位)、デロンテ・ウェスト(24位)、トニー・アレン(25位)、ケビン・マーティン(26位)、サーシャ・ブヤチッチ(27位)、ベーノ・ウドリー(28位)、アンダーソン・ヴァレジャオ(30位)、ロイヤル・アイビー(37位)、クリス・デューホン(38位)、トレバー・アリーザ(43位)などがNBA入りを果たしている。
ドラフト外選手にはダミエン・ウィルキンスなどがいる。
　詳細は2004年のNBAドラフトを参照

### 主な移籍
| チーム                         | 獲得（移籍元）                                                                 | 放出（移籍先） |
| ------------------------------ | ------------------------------------------------------------------------------ | --- |
| ロサンゼルス・レイカーズ       | ラマー・オドム (MIA) カロン・バトラー (MIA)                                    | シャキール・オニール (MIA) ゲイリー・ペイトン (BOS) リック・フォックス (BOS・引退) デレック・フィッシャー (GSW) カール・マローン (引退) |
| フェニックス・サンズ           | スティーブ・ナッシュ (DAL)                                                     | |
| ヒューストン・ロケッツ         | トレイシー・マグレディ (ORL) ジュワン・ハワード (ORL)                          | スティーブ・フランシス (ORL) カッティノ・モブリー (ORL)                                                                                 |
| オーランド・マジック           | スティーブ・フランシス (HOU) カッティノ・モブリー (HOU) ヘド・ターコルー (SAS) | トレイシー・マグレディ (HOU) ジュワン・ハワード (HOU)                                                                                   |
| ダラス・マーベリックス         | ジェリー・スタックハウス (WAS) ジェイソン・テリー (ATL)                        | アントワン・ジェイミソン (WAS) アントワン・ウォーカー (ATL)                                                                             |
| アトランタ・ホークス           | アントワン・ウォーカー (DAL) アル・ハリントン (IND)                            | ジェイソン・テリー (DAL) スティーブン・ジャクソン (IND)                                                                                 |
| クリーブランド・キャバリアーズ | ドリュー・グッデン (ORL) エリック・スノウ (PHI)                                | カルロス・ブーザー (UTA) |
| ニューヨーク・ニックス         | ジャマール・クロフォード (CHI)                                                 | アントニオ・マクダイス (DET) |
| トロント・ラプターズ           | レイファー・アルストン (MIA)                                                   | |

- ロサンゼルス・レイカーズの怪物センターシャキール・オニールのトレードが成立。移籍先はマイアミ・ヒートで、ヒートからはラマー・オドム、カロン・バトラーらが出された。当時最も価値のある選手だったオニールがトレードに出された理由に、チームメイトのコービー・ブライアントとの確執があげられた。これを機に2000年代初頭に三連覇を達成したリーグ屈指の強豪チームは解体され、主力選手は次々とチームを離れていった。またフィル・ジャクソンもヘッドコーチの座を退いた。
- オーランド・マジックとヒューストン・ロケッツの間で大型トレードが成立し、スティーブ・フランシスとカッティノ・モブリーがマジックに、トレイシー・マグレディとジュワン・ハワードがロケッツに移籍。
- フェニックス・サンズはダラス・マーベリックスからフリーエージェントとなったスティーブ・ナッシュを獲得。
- カルロス・ブーザーの移籍はキャバリアーズがブーザーの契約を一旦破棄し、新たに再契約を結ぼうとしていた隙を突いた正に電撃移籍であった。

### 新任ヘッドコーチ
- ドック・リバース （ボストン・セルティックス）
- ジム・オブライエン　（フィラデルフィア・76ers）
- サム・ミッチェル （トロント・ラプターズ）
- マイク・ウッドソン （アトランタ・ホークス）
- バーニー・ビッガースタッフ （シャーロット・ボブキャッツ）
- バイロン・スコット （ニューオーリンズ・ホーネッツ）
- マイク・モンゴメリー（英語版） （ゴールデンステート・ウォリアーズ）
- ルディー・トムジャノビッチ （ロサンゼルス・レイカーズ）

## レギュラーシーズン

### オールスター
- 開催日：2月20日
- 開催地：コロラド州デンバー
- オールスターゲーム　イースト 125－115 ウエスト MVP：アレン・アイバーソン　（フィラデルフィア・76ers）
- ルーキーチャレンジ　ソフォモア 133－106 ルーキー　MVP：カーメロ・アンソニー　（デンバー・ナゲッツ）
- ダンクコンテスト：ジョシュ・スミス　（アトランタ・ホークス）
- スリーポイントコンテスト：クエンティン・リチャードソン　（フェニックス・サンズ）

### シーズン中の主な移籍
- ヴィンス・カーターがニュージャージー・ネッツに移籍する。カーターとトロント・ラプターズのチームフロントとの摩擦の中で成立したこのトレードは、ネッツが一方的に利を得るものであり、当時最悪のトレードと言われた。交換要員の一人としてラプターズにトレードされたアロンゾ・モーニングは、その後古巣のマイアミ・ヒートに移籍。
- チームメイトのペジャ・ストヤコビッチとの確執が噂されたクリス・ウェバーが、サクラメント・キングスからフィラデルフィア・76ersに移籍する。
- ニューオーリンズ・ホーネッツのバロン・デイビスがゴールデンステート・ウォリアーズに移籍。
- ボストン・セルティックスは前季に放出したばかりのアントワン・ウォーカーをトレードで呼び戻した。
- オーランド・マジックのカッティノ・モブリーはサクラメント・キングスに移籍。

### イースタン・カンファレンス
| # | アトランティック・デビジョン | アトランティック・デビジョン | セントラル・デビジョン         | セントラル・デビジョン | サウスイースト・デビジョン | サウスイースト・デビジョン |
| # | チーム                       | 勝敗                         | チーム                         | 勝敗                   | チーム                     | 勝敗                       |
| - | ---------------------------- | ---------------------------- | ------------------------------ | ---------------------- | -------------------------- | -------------------------- |
| 1 | ボストン・セルティックス     | 45-37                        | デトロイト・ピストンズ         | 54-28                  | マイアミ・ヒート           | 59-23                      |
| 2 | フィラデルフィア・76ers      | 43-39                        | シカゴ・ブルズ                 | 47-35                  | ワシントン・ウィザーズ     | 45-37                      |
| 3 | ニュージャージー・ネッツ     | 42-40                        | インディアナ・ペイサーズ       | 44-38                  | オーランド・マジック       | 36-46                      |
| 4 | トロント・ラプターズ         | 33-49                        | クリーブランド・キャバリアーズ | 42-40                  | シャーロット・ボブキャッツ | 18-64                      |
| 5 | ニューヨーク・ニックス       | 33-49                        | ミルウォーキー・バックス       | 30-52                  | アトランタ・ホークス       | 13-69                      |

- シャキール・オニールを獲得したヒートが大きく勝率を伸ばした。2年目のドウェイン・ウェイドの成長という好材料も手伝い、4シーズンぶりの地区優勝を果たした。またアントワン・ジェイミソン、ギルバート・アリナス、ラリー・ヒューズのビッグスリーが確立されたウィザーズは、7シーズンぶりにプレーオフに進出した。セルティックスはゲイリー・ペイトン、アントワン・ウォーカーらベテランの獲得が功を奏し、地区優勝を果たした。
- ジェイソン・キッドの手術などで出鼻を挫かれたネッツは、ヴィンス・カーターの獲得でキッドとカーターの強力なバックコートコンビが誕生。後半の巻き返しに成功し、ぎりぎりキャバリアーズをかわしてプレーオフに進出した。同じくシーズン中にクリス・ウェバーを獲得した76ersは1シーズンを挟んでプレーオフ復帰は果たすも、話題を集めたアレン・アイバーソンとのコンビは期待されたほどの効果は見られなかった。
- 前期チャンピオンチームのピストンズはラリー・ブラウンHCの健康・去就問題、そして11月に起きたペイサーズとの乱闘事件などでなかなか波に乗れなかったが、終盤には立て直し、地区優勝を飾った。前季リーグ最高勝率を収めたペイサーズは、乱闘事件で主力選手が次々と出場停止処分を受けてしまったが、レジー・ミラーが崩壊寸前のチームを纏め上げ、プレーオフ進出は死守した。若手中心で再建に勤しんでいたブルズは、開幕9連敗を喫しながらもその後カーク・ハインリックやベン・ゴードンらの活躍で巻き返しを演じ、7シーズンぶりにプレーオフ進出を果たした。
- 2年目のレブロン・ジェームズが率いるキャバリアーズは好調なスタートを切り、2月までは地区首位を維持していたが、選手とポール・サイラスHCの関係が悪化し、以後失速。サイラスはヘッドコーチを解任された。怪我が絶えず前季はシーズンを全休したマジックのグラント・ヒルが見事に復活し、オールスターにも出場した。チームはプレーオフ進出争いをしていたが、終盤になって脱落した。
- カーターを放出したラプターズはクリス・ボッシュを中心にしたチームへと移行した。前季に主力選手を尽く放出しながらも予想外の健闘を見せたバックス、サラリー総額リーグ1位を誇るニックスはともに地区最下位。平均失点がリーグワースト2位となったホークスも連勝が1度もなく13勝しかできず地区最下位となり、リーグ全体でも最下位となった。創立1年目のボブキャッツは順当な成績で終わった。

### ウェスタン・カンファレンス
| # | ノースウェスト・デビジョン         | ノースウェスト・デビジョン | パシフィック・デビジョン         | パシフィック・デビジョン | サウスウェスト・デビジョン   | サウスウェスト・デビジョン |
| # | チーム                             | 勝敗                       | チーム                           | 勝敗                     | チーム                       | 勝敗                       |
| - | ---------------------------------- | -------------------------- | -------------------------------- | ------------------------ | ---------------------------- | -------------------------- |
| 1 | シアトル・スーパーソニックス       | 52-30                      | フェニックス・サンズ             | 62-20                    | サンアントニオ・スパーズ     | 59-23                      |
| 2 | デンバー・ナゲッツ                 | 49-33                      | サクラメント・キングス           | 50-32                    | ダラス・マーベリックス       | 58-24                      |
| 3 | ミネソタ・ティンバーウルブズ       | 44-38                      | ロサンゼルス・クリッパーズ       | 37-45                    | ヒューストン・ロケッツ       | 51-31                      |
| 4 | ポートランド・トレイルブレイザーズ | 27-55                      | ロサンゼルス・レイカーズ         | 34-48                    | メンフィス・グリズリーズ     | 45-37                      |
| 5 | ユタ・ジャズ                       | 26-56                      | ゴールデンステート・ウォリアーズ | 34-48                    | ニューオーリンズ・ホーネッツ | 34-48                      |

- リーグの1試合平均得点が95点前後を推移していた時代に、突如毎試合110得点以上を叩き出す超攻撃的なチームが生まれる。スティーブ・ナッシュを獲得したサンズである。前季僅か29勝しかできなかったこのチームは、ナッシュを獲得したことで全く別のチームに生まれ変わり、倍以上の勝率となる62勝を収めた。ディフェンシブなチーム造りが主流となっていた当時にサンズの登場は衝撃的であった。
- スパーズはティム・ダンカンが16試合を欠場するも、シーズン中の的確な補強で大黒柱の不在を補い、サンズに次ぐ勝率を収めた。マーベリックスはナッシュを放出しながらも前季を上回る成績を収めたが、リーグ終盤になってドン・ネルソンHCが辞任した。
- ほとんど補強しなかったスーパーソニックスはレイ・アレンとラシャード・ルイスのツインシューターを中心にチームが機能し、予想外の躍進を見せた。ソニックスは6シーズンぶりに地区優勝を果たし、2シーズンぶりにプレーオフに復帰した。ロケッツはトレイシー・マグレディと姚明の2枚看板が注目を集め、大量に獲得したベテラン勢の助けもあって前季を上回る成績を収めた。
- グリズリーズはシーズン序盤にヒュービー・ブラウンHCの突然の辞任というアクシデントに見舞われたが、その後立て直し、2シーズン連続でプレーオフに進出した。ナゲッツはシーズン中に2度ヘッドコーチが代わるが、最後にヘッドコーチに就いたジョージ・カールが崩壊寸前だったチームをようやく纏め上げ、後半の40試合で32勝をあげた。
- キングスはチームの顔であったクリス・ウェバーを放出して新体制で臨むも故障者が続出し、不安の残るシーズンとなった。
- シャキール・オニールの放出、フィル・ジャクソンの辞任で黄金時代に終わりを迎えたレイカーズは、11年ぶりに大きく負け越した。ロサンゼルスに本拠地を移して以来、レイカーズがプレーオフ進出を逃したのはこれで4度目である。バロン・デイビスのほか主力選手を次々と放出したホーネッツも大きく低迷し、カンファレンス最下位に沈んだ。前季カンファレンス決勝まで進出していたウルブズは序盤から予想外の苦戦を強いられ、ついにはフリップ・ソーンダーズHCが解任され、プレーオフ進出も逃した。
- 「ジェイルブレイザーズ」と呼ばれるようになって以来成績が下降の一途を辿るブレイザーズは、チーム史上タイ記録となる27勝で終わった。ジャズはアンドレイ・キリレンコにカルロス・ブーザーと怪我人が続出。
- 長い低迷期に入っているクリッパーズは、シーズン前もシーズン中も目立った補強はなかったが着実に成績を向上させた。クリッパーズ以上に長い低迷期が続いているウォリアーズもバロン・デイビスの獲得でチーム成績は上向き始めた。

### 11月19日の乱闘事件
2004年11月19日、デトロイト・ピストンズの本拠地ザ・パレス・オブ・オーバーンヒルズで行われたピストンズ対インディアナ・ペイサーズの試合中、NBA史上最悪となる乱闘事件が発生する。事の発端はロン・アーテストとベン・ウォレスの諍いだったが、観客の一人がアーテストに対し紙コップを投げたことから事態は急転、観客を巻き込んだ大乱闘事件へと発展した。アーテストを始めとするペイサーズの選手たちが観客に殴り掛かるシーンや、観客がペイサーズの選手たちに飲み物やポップコーンを投げるシーンがテレビ中継され、事態を重く見た協会は乱闘に加った選手に厳罰を下した。
出場停止処分
- ロン・アーテスト（残りのシーズン全試合）
- スティーブン・ジャクソン（30試合）
- ジャーメイン・オニール（25試合、後に15試合に処分軽減）
- アンソニー・ジョンソン（5試合）
- ベン・ウォレス（6試合）

3月に行われた同カードでは電話での会場爆破予告があり、試合開始が90分遅れる事態となった。この事件はペイサーズにとって後々まで尾を引く忌まわしいものとなった。事件以前のペイサーズは優勝を争えるほどの強豪チームだったが、この事件を境にトップチームから急落してしまうのである。

### 個人スタッツリーダー
| # | 得点                       | 得点 | リバウンド             | リバウンド | アシスト                 | アシスト | スティール               | スティール |
| # | 選手名                     | avg  | 選手名                 | avg        | 選手名                   | avg      | 選手名                   | avg        |
| - | -------------------------- | ---- | ---------------------- | ---------- | ------------------------ | -------- | ------------------------ | ---------- |
| 1 | アレン・アイバーソン PHI   | 30.7 | ケビン・ガーネット MIN | 13.5       | スティーブ・ナッシュ PHX | 11.5     | ラリー・ヒューズ WAS     | 2.9        |
| 2 | コービー・ブライアント LAL | 27.6 | ベン・ウォレス DET     | 12.2       | ブレビン・ナイト CHA     | 9.0      | アレン・アイバーソン PHI | 2.4        |
| 3 | レブロン・ジェームズ CLE   | 27.2 | ショーン・マリオン PHX | 11.3       | ジェイソン・キッド NJN   | 8.3      | レブロン・ジェームズ CLE | 2.2        |

- ケビン・ガーネットは3シーズン連続、スティーブ・ナッシュ、ラリー・ヒューズは初の戴冠。またボブキャッツのブレビン・ナイトがキャリア8年目にして突如アシストランキング上位に浮上した。

| # | ブロックショット           | ブロックショット | FG成功率                     | FG成功率 | 3P成功率                 | 3P成功率 | FT成功率                   | FT成功率 |
| # | 選手名                     | avg              | 選手名                       | %        | 選手名                   | %        | 選手名                     | %        |
| - | -------------------------- | ---------------- | ---------------------------- | -------- | ------------------------ | -------- | -------------------------- | -------- |
| 1 | アンドレイ・キリレンコ UTA | 3.3              | シャキール・オニール MIA     | 62.6     | フレッド・ホイバーグ MIN | 48.3     | レジー・ミラー IND         | 93.3     |
| 2 | マーカス・キャンビー UTA   | 3.0              | アマレ・スタウダマイアー PHX | 62.3     | ジョー・ジョンソン PHX   | 47.8     | アール・ボイキンス DEN     | 92.1     |
| 3 | ティム・ダンカン SAS       | 2.6              | 姚明 HOU                     | 59.9     | カッティノ・モブリー SAC | 43.9     | ペジャ・ストヤコビッチ SAC | 92.0     |

## 個人タイトル
- 最優秀選手：スティーブ・ナッシュ　（PHO）
- ルーキー・オブ・ザ・イヤー：エメカ・オカフォー　（CHA）
- 最優秀守備選手賞：ベン・ウォレス　（DET）　※三度目の受賞。
- シックスマン賞：ベン・ゴードン　（CHI）　※ルーキーとしては初の受賞。
- MIP：ボビー・シモンズ　（LAC）
- 最優秀コーチ賞：マイク・ダントーニ　（PHO）
- エグゼクティブ・オブ・ザ・イヤー：ブライアン・コランジェロ　（PHO）

大躍進を果たしたサンズが主要3部門を制覇した。MVP投票ではナッシュとマイアミ・ヒートのシャキール・オニールとで争ったが、結果が発表された後、オニールはナッシュのMVP受賞に対し批判的なコメントを出している。
- オールNBAチーム

|   | ファーストチーム         | セカンドチーム               | サードチーム               |
| - | ------------------------ | ---------------------------- | -------------------------- |
| F | ティム・ダンカン SAS     | レブロン・ジェームズ CLE     | トレーシー・マグレディ HOU |
| F | ダーク・ノヴィツキー DAL | ケビン・ガーネット MIN       | ショーン・マリオン PHO     |
| C | シャキール・オニール MIA | アマレ・スタウダマイアー PHO | ベン・ウォーレス DET       |
| G | アレン・アイバーソン PHI | ドウェイン・ウェイド MIA     | コービー・ブライアント LAL |
| G | スティーブ・ナッシュ PHO | レイ・アレン SEA             | ギルバート・アリナス WAS   |

※スティーブ・ナッシュ、ダーク・ノヴィツキーは初のファーストチーム入り。レブロン・ジェームズ、アマレ・スタウダマイアー、ドウェイン・ウェイド、ショーン・マリオン、ギルバート・アリナスは初のオールNBAチーム入り。
- オールディフェンシブチーム

|   | ファーストチーム       | セカンドチーム             |
| - | ---------------------- | -------------------------- |
| F | ケビン・ガーネット MIN | テイショーン・プリンス DET |
| F | ティム・ダンカン SAS   | アンドレイ・キリレンコ UTA |
| C | ベン・ウォレス DET     | マーカス・キャンビー DEN   |
| G | ブルース・ボウエン SAS | チャンシー・ビラップス DET |
| G | ラリー・ヒューズ WAS   | ジェイソン・キッド NJN     |
| G |                        | ドウェイン・ウェイド MIA   |

※ラリー・ヒューズは初のディフェンスチーム入りにしてファーストチームに名を連ねた。マーカス・キャンビー、テイショーン・プリンス、チャンシー・ビラップス、ドウェイン・ウェイドは初のディフェンスチーム入り。
- オールルーキーチーム

| ファーストチーム         | セカンドチーム             |
| ------------------------ | -------------------------- |
| エメカ・オカフォー CHA   | ネナド・クリスティッチ NJN |
| ベン・ゴードン CHI       | ジョシュ・スミス ATL       |
| アンドレ・イグダーラ PHI | ジョシュ・チルドレス ATL   |
| ルオル・デン CHI         | ジャミーア・ネルソン ORL   |
| ドワイト・ハワード ORL   | アル・ジェファーソン BOS   |

## プレーオフ

### イースタン・カンファレンス
|  | ファーストラウンド | ファーストラウンド       | ファーストラウンド |            |   | カンファレンスセミファイナル | カンファレンスセミファイナル | カンファレンスセミファイナル |  |  | カンファレンスファイナル | カンファレンスファイナル | カンファレンスファイナル |  |
|  |                    |                          |                    |            |   |                              |                              |                              |  |  |                          |                          |                          |  |
|  | 1                  | マイアミ・ヒート         | 4                  |            |   |                              |                              |                              |  |  |                          |                          |                          |  |
|  | 1                  | マイアミ・ヒート         | 4                  |            |   |                              |                              |                              |  |  |                          |                          |                          |  |
|  | 8                  | ニュージャージー・ネッツ | 0                  |            |   |                              |                              |                              |  |  |                          |                          |                          |  |
|  | 8                  | ニュージャージー・ネッツ | 0                  |            | 1 | ヒート                       | 4                            |                              |  |  |                          |                          |                          |  |
|  |                    |                          |                    |            | 1 | ヒート                       | 4                            |                              |  |  |                          |                          |                          |  |
|  |                    |                          | 5                  | ウィザーズ | 0 |                              |                              |                              |  |  |                          |                          |                          |  |
|  | 5                  | ワシントン・ウィザーズ   | 5                  | ウィザーズ | 0 | 4                            |                              |                              |  |  |                          |                          |                          |  |
|  | 5                  | ワシントン・ウィザーズ   |                    |            |   |                              |                              |                              |  |  |                          |                          |                          |  |
|  | 4                  | シカゴ・ブルズ           | 2                  |            |   |                              |                              |                              |  |  |                          |                          |                          |  |
|  | 4                  | シカゴ・ブルズ           | 2                  |            | 1 | ヒート                       | 3                            |                              |  |  |                          |                          |                          |  |
|  |                    |                          |                    |            |   |                              |                              |                              |  |  |                          |                          |                          |  |
|  |                    |                          | 2                  | ピストンズ | 4 |                              |                              |                              |  |  |                          |                          |                          |  |
|  | 3                  | ボストン・セルティックス | 2                  | ピストンズ | 4 | 3                            |                              |                              |  |  |                          |                          |                          |  |
|  | 3                  | ボストン・セルティックス |                    |            |   |                              |                              |                              |  |  |                          |                          |                          |  |
|  | 6                  | インディアナ・ペイサーズ | 4                  |            |   |                              |                              |                              |  |  |                          |                          |                          |  |
|  | 6                  | インディアナ・ペイサーズ | 4                  |            | 3 | ペイサーズ                   | 2                            |                              |  |  |                          |                          |                          |  |
|  |                    |                          |                    |            | 3 | ペイサーズ                   | 2                            |                              |  |  |                          |                          |                          |  |
|  |                    |                          | 2                  | ピストンズ | 4 |                              |                              |                              |  |  |                          |                          |                          |  |
|  | 7                  | フィラデルフィア・76ers  | 2                  | ピストンズ | 4 | 1                            |                              |                              |  |  |                          |                          |                          |  |
|  | 7                  | フィラデルフィア・76ers  |                    |            |   |                              |                              |                              |  |  |                          |                          |                          |  |
|  | 2                  | デトロイト・ピストンズ   | 4                  |            |   |                              |                              |                              |  |  |                          |                          |                          |  |

- ウィザーズは1回戦、0勝2敗からの4連勝でブルズを降し、1984年以来の実に23年ぶりとなるカンファレンス準決勝にまで勝ち進んだ。
- ヒートはシャキール・オニールとドウェイン・ウェイドの活躍で1回戦、準決勝を全く危なげなく勝ち進み、8戦全勝でカンファレンス決勝に進出した。
- 1回戦で前季チャンピオンのピストンズと対戦した76ersはアレン・アイバーソンがシリーズ平均31.2得点10.0アシストと奮闘するも、味方からの援護を受けることができずに敗退。
- セルティックスを第7戦にまでもつれ込んだ末に降したペイサーズは、準決勝で因縁の相手であるピストンズと対決。すでに引退宣言をしているペイサーズのレジー・ミラーのミラータイムは健在であり、第3戦では残り1分21秒から6得点を叩き出し、シリーズ最終戦でも27得点を記録した。シリーズは2勝1敗とペイサーズがリードしたが、総合力で上回るピストンズがその後3連勝し、シリーズを制した。
- ここまで圧倒的な強さで勝ち進んできたヒートが、カンファレンス決勝ではアクシデントに見舞われた。第2戦ではシャキール・オニール、第5戦ではドウェイン・ウェイドと、チームを支える2枚看板が次々と故障した。それでもヒートは3勝2敗とシリーズをリードするも、最後は力尽き、2連敗で敗退した。ピストンズは2年連続でファイナルに進出した。

### ウェスタン・カンファレンス
|  | ファーストラウンド | ファーストラウンド           | ファーストラウンド |                |    | カンファレンスセミファイナル | カンファレンスセミファイナル | カンファレンスセミファイナル |  |  | カンファレンスファイナル | カンファレンスファイナル | カンファレンスファイナル |  |
|  |                    |                              |                    |                |    |                              |                              |                              |  |  |                          |                          |                          |  |
|  | 1                  | フェニックス・サンズ         | 4                  |                |    |                              |                              |                              |  |  |                          |                          |                          |  |
|  | 1                  | フェニックス・サンズ         | 4                  |                |    |                              |                              |                              |  |  |                          |                          |                          |  |
|  | 8                  | メンフィス・グリズリーズ     | 0                  |                |    |                              |                              |                              |  |  |                          |                          |                          |  |
|  | 8                  | メンフィス・グリズリーズ     | 0                  |                | 1  | サンズ                       | 4                            |                              |  |  |                          |                          |                          |  |
|  |                    |                              |                    |                | 1  | サンズ                       | 4                            |                              |  |  |                          |                          |                          |  |
|  |                    |                              | 4                  | マーベリックス | 2  |                              |                              |                              |  |  |                          |                          |                          |  |
|  | 5                  | ヒューストン・ロケッツ       | 4                  | マーベリックス | 2  | 3                            |                              |                              |  |  |                          |                          |                          |  |
|  | 5                  | ヒューストン・ロケッツ       |                    |                |    |                              |                              |                              |  |  |                          |                          |                          |  |
|  | 4                  | ダラス・マーベリックス       | 4                  |                |    |                              |                              |                              |  |  |                          |                          |                          |  |
|  | 4                  | ダラス・マーベリックス       | 4                  |                | 1  | サンズ                       | 1                            |                              |  |  |                          |                          |                          |  |
|  |                    |                              |                    |                |    |                              |                              |                              |  |  |                          |                          |                          |  |
|  |                    |                              | 5                  | スパーズ       | 4  |                              |                              |                              |  |  |                          |                          |                          |  |
|  | 3                  | シアトル・スーパーソニックス | 5                  | スパーズ       | 4  | 4                            |                              |                              |  |  |                          |                          |                          |  |
|  | 3                  | シアトル・スーパーソニックス |                    |                |    |                              |                              |                              |  |  |                          |                          |                          |  |
|  | 6                  | サクラメント・キングス       | 1                  |                |    |                              |                              |                              |  |  |                          |                          |                          |  |
|  | 6                  | サクラメント・キングス       | 1                  |                | 5  | ソニックス                   | 2                            |                              |  |  |                          |                          |                          |  |
|  |                    |                              |                    |                | 5  | ソニックス                   | 2                            |                              |  |  |                          |                          |                          |  |
|  |                    |                              | 2                  | スパーズ       | '4 |                              |                              |                              |  |  |                          |                          |                          |  |
|  | 7                  | デンバー・ナゲッツ           | 2                  | スパーズ       | '4 | 1                            |                              |                              |  |  |                          |                          |                          |  |
|  | 7                  | デンバー・ナゲッツ           |                    |                |    |                              |                              |                              |  |  |                          |                          |                          |  |
|  | 2                  | サンアントニオ・スパーズ     | 4                  |                |    |                              |                              |                              |  |  |                          |                          |                          |  |

- 第7戦までもつれたマーベリックスとロケッツの対決は、最終戦にマーベリックスがプレーオフ記録となる40点差をつけて勝利し、準決勝に駒を進めた。
- シーズン後半に驚異的な追い上げを見せてプレーオフに進出したナゲッツは、1回戦スパーズのホームで行われた第1戦に勝利し、プレーオフでは11年ぶりにロードでの勝利を収めた。しかしシリーズはその後4連勝したスパーズが制した。スパーズは7年ぶりにカンファレンス準決勝まで進出したスーパーソニックスを、第6戦でスパーズのティム・ダンカンが残り1秒で決勝点を決めると言う劇的な結末で降し、カンファレンス決勝に進出した。
- サンズとマーベリックスのシリーズは、スティーブ・ナッシュを手放したマーベリックスと獲得したサンズの差がそのまま出る形となった。シリーズを決した第6戦では16点差から追いついたサンズが、オーバータイムではナッシュがチーム総得点の19点のうち18得点をあげてマーベリックスを降した。ナッシュは他にも第4戦では48得点、第5戦では34得点13リバウンド12アシストのトリプルダブルの大活躍だった。
- レギュラーシーズン、プレーオフと快進撃を続けるサンズが、カンファレンス決勝ではホームでの初戦、第2戦でまさかの2連敗を喫する。スパーズはサンアントニオに戻った第3戦でも勝利し、3連勝を飾った。サンズは第4戦で辛うじて一矢を報いるも、4勝1敗でスパーズがシリーズを制し、ファイナルに駒を進めた。シリーズ中サンズの平均失点は109.2点であり、「ディフェンスの良いチームがプレーオフを制す」というNBAの定説を、サンズが自ら立証してしまう形となった。

## ファイナル
ファイナルはディフェンスを重視したチーム同士の戦いとなった。レギュラーシーズンの平均失点はスパーズが88.4点でリーグ1位、ピストンズが89.5点でリーグ2位だった。またピストンズは前季2003-04シーズンのチャンピオンチーム、そしてスパーズは2002-03シーズンのチャンピオンチームであり、新旧チャンピオンチーム同士の対決としても注目を集めた。またスパーズのグレッグ・ポポヴィッチHCはピストンズのラリー・ブラウンHCにかつてコーチ術を学んだことがあり、ヘッドコーチの師弟対決でもあった。

### 第1戦
| 6月9日 |

| Recap |

| ピストンズ 69, スパーズ 84                                                                                 |  |                                                                                           |
| Pts: ビラップス 25; ハミルトン 14 Rebs: Bウォーレス 8 Asts: ビラップス 6; プリンス 4 Blocks: Rウォーレス 6 |  | Pts: ジノビリ 26; ダンカン 24 Rebs: ダンカン 17; ジノビリ 9 Asts: パーカー 3; Rオーリー 3 |
| スパーズ1-0ピストンズ                                                                                      |  |                                                                                           |

ディフェンス重視のチーム同士だけあって、初戦からロースコアゲームが展開された。37-35のピストンズ2点リードで迎えた後半、ティム・ダンカン、マヌ・ジノビリ、トニー・パーカーらスパーズの三本柱を中心にスパーズが得点を重ね、特に前半4得点に終わったジノビリが後半には22得点、第4Qだけでも15得点を記録し、チームの勝利に貢献した。ピストンズはクォーター毎の得点で20得点を越えたのが第1Qのみで、チーム全体でもFG37.7%とシュートに苦しんだ。

### 第2戦
| 6月12日 |

| Recap |

| ピストンズ 76, スパーズ 97                                                               |  |                                                                                                 |
| Pts: マクダイス 15; ハミルトン 14 Rebs: Bウォーレス 8; Rウォーレス 8 Asts: Rウォーレス 4 |  | Pts: ジノビリ 27; ダンカン 18 Rebs: ダンカン 11; オーリー 6 Asts: ジノビリ 7 Blocks: ダンカン 4 |
| スパーズ2-0ピストンズ                                                                    |  |                                                                                                 |

第2戦でもピストンズが80得点以下に抑えられ、スパーズは序盤にリードを奪ってから一度も追い付かれることなく勝利した。この日もスパーズのオフェンスはマヌ・ジノビリが引っ張り、第4Qまで全てのシュートを決めるという好調ぶりだった。第1戦、第2戦とピストンズのリーディングスコアラーであるリチャード・ハミルトンを14得点に抑えるエースキラーぶりを発揮するブルース・ボウエンは、この日は4本の3Pシュートを決めるて15得点を記録するなど、オフェンスでも活躍した。

### 第3戦
| 6月14日 |

| Recap |

| スパーズ 79, ピストンズ 96                                                               |  | |
| Pts: パーカー 21; ダンカン 14 Rebs: ダンカン 10; モハメド 7 Asts: パーカー 4; ダンカン 4 |  | Pts: ハミルトン 24; ビラップス 20 Rebs: Bウォーレス 11; マクダイス 9 Asts: ビラップス 7; プリンス 5 Blocks: Bウォーレス 5 |
| スパーズ2-1ピストンズ                                                                    |  | |

ここまで徹底的にオフェンスを封じ込められたピストンズが、ホームに戻った第3戦では逆にスパーズのオフェンスを封じ込めた。ペリメーターでは第1戦、第2戦で活躍したマヌ・ジノビリを7得点6TOと無力化すると、インサイドでは第1Qだけで5ブロックを決めたベン・ウォーレスとラシード・ウォーレスがティム・ダンカンをFG5/15に抑え込んだ。オフェンスではここまで沈黙が続いたリチャード・ハミルトンが復活し、チャンシー・ビラップスとのガードコンビで計44得点をあげた。

### 第4戦
| 6月16日 |

| Recap |

| スパーズ 71, ピストンズ 102                                                              |  | |
| Pts: ダンカン 16; パーカー 12 Rebs: ダンカン 16; モハメド 5 Asts: パーカー 4; ボウエン 4 |  | Pts: ビラップス 17; ハンター 17 Rebs: Bウォーレス 13; ハミルトン 9 Asts: ビラップス 7; マクダイス 5 |
| ピストンズ2-2スパーズ                                                                    |  | |

第3戦に引き続きスパーズのオフェンスを封じたピストンズが、このシリーズ初めての100得点越えを達成してスパーズを圧倒した。ピストンズは7選手が二桁得点を記録するなどバランスの良いオフェンスを展開し、ターンオーバー4本はファイナル史上最小記録だった。スパーズはマヌ・ジノビリがまたもや抑え込まれ、そのジノビリを好ディフェンスで苦しめた控えガードのリンジー・ハンターは逆に17得点と活躍した。またチームハイの16得点16リバウンドを記録したダンカンも、FG5/17とシュートに苦しんだ。ホームに戻って見事に立て直したピストンズが、シリーズを2勝2敗のタイに持ち込んだ。

### 第5戦
| 6月19日 |

| Recap |

| スパーズ 96, ピストンズ 95 (OT)                                              |  |                                                                                                   |
| Pts: ダンカン 26; オーリー 21 Rebs: ダンカン 19; オーリー 7 Asts: ジノビリ 9 |  | Pts: ビラップス 34; ハミルトン 15 Rebs: Bウォーレス 12; プリンス 9 Asts: ビラップス 7; プリンス 3 |
| スパーズ3-2ピストンズ                                                        |  |                                                                                                   |

"ビッグショット・ロブ"がスパーズの危機を救う。シリーズの行方を左右する重要な第5戦は両者とも死力を尽くし、オーバータイムまでもつれ込んだ末に、ロバート・オーリーの劇的な決勝3Pシュートでスパーズがものにした。
ここまで大差の付く試合が続いたが、この日は最後の最後まで試合の行方が分からない展開が続いた。後半になるとオーリーの3Pシュートが決まりだすが、ピストンズもこの日両チームを通じてシリーズハイの34得点を記録したチャンシー・ビラップスを中心にオフェンスを展開し、両チームとも決定的な点差を付けることができないまま試合は第4Qへ。第4Q終盤はこの日26得点19リバウンドと活躍したティム・ダンカンが、ここに来て勝利を手繰り寄せるフリースローやティップショットを尽くミス。ピストンズにとってはダンカンの突然の失調に救われる形で、オーバータイムへと突入した。オーバータイムで先にリードを奪ったのはピストンズだったが、オーリーのダンクなどで2点差に食らいつき、そして残り5.8秒、ジノビリのパスを受けたオーリーが3Pシュートを見事に沈め、土壇場で96-95とスパーズがリード。逆転を狙ったリチャード・ハミルトンのシュートはリムに弾かれ、スパーズがオーリーの活躍で重要な一戦を制した。両チームの得点が並んだ回数は18回、リードが入れ替わった回数は12回という接戦だった。スパーズはこれで優勝に王手を掛け、一方ホームコートアドバンテージを持たないピストンズにとっては、痛いホームでの敗戦となった。

### 第6戦
| 6月21日 |

| Recap |

| ピストンズ 95, スパーズ 86                                                                                   |  |                                                                                           |
| Pts: リチャード・ハミルトン 23; ビラップス 21 Rebs: Bウォーレス 9; プリンス 7 Asts: ビラップス 6; プリンス 4 |  | Pts: ジノビリ 21; ダンカン 21 Rebs: ダンカン 15; ジノビリ 10 Asts: パーカー 5; ジノビリ 3 |
| ピストンズ3-3スパーズ                                                                                        |  |                                                                                           |

ピストンズが逆境を乗り越え、2度目のシリーズタイに持ち込む。第5戦の接戦を引きずるようにこの日も序盤から何度もリードが入れ替わる展開となった。第3Qに入るとチャンシー・ビラップスとリチャード・ハミルトンのガードコンビが次々と得点を重ねてリードを広げ始める。第4Qにはホームに帰って元気を取り戻したマヌ・ジノビリの3Pシュートやティム・ダンカンの連続得点などで2度1点差にまで詰め寄る場面があったが、後一本が出ず、ピストンズが第6戦をものにした。スパーズはダンカンとジノビリが共に20得点10リバウンド以上を達成したのに対し、ピストンズは5人が二桁得点、総ターンオーバーは5本と堅実な試合運びが光った。ファイナルで第7戦までもつれるのは1994年のヒューストン・ロケッツ対ニューヨーク・ニックス以来である。

### 第7戦
| 6月23日 |

| Recap |

| ピストンズ 74, スパーズ 81                                                              |  |                                                                              |
| Pts: ハミルトン 15; ビラップス 13 Rebs: Bウォーレス 12; ハミルトン 8 Asts: ビラップス 8 |  | Pts: ダンカン 25; ジノビリ 23 Rebs: ダンカン 11; モハメド 7 Asts: ジノビリ 4 |
| スパーズ4-3ピストンズ                                                                   |  |                                                                              |

スパーズの強固なディフェンスが復活し、ピストンズを降して3度目の優勝を飾る。
お互いの持ち味であるディフェンス力が発揮されたこの試合は、序盤から互いのリードを許さない死力を尽くした接戦となった。第3Qにはピストンズが攻勢に出てこの日最大の9点のリードを奪ったが、ここからダンカンが大黒柱らしい粘りを見せ、このクォーターだけで2回の3点プレイを含む15得点を記録。57-57の同点で第4Qを迎えた。そして第4Qの最初の得点であるダンカンのダンクが、結果的にファイナルの勝敗をも決定付けた。以後スパーズは二度とリードを許すことなく、"ビッグショット・ロブ"の2本の3Pシュートで逆にリードを広げ、81-74で勝利した。
ファイナルMVPはマヌ・ジノビリも有力候補であったが、シリーズ中20.6得点14.1リバウンドを記録し、全試合でダブルダブルを達成したティム・ダンカンが選ばれた。ダンカンはこれで3度目のファイナルMVP獲得であり、これはマジック・ジョンソンとシャキール・オニールに並ぶ3位タイの記録である（1位はマイケル・ジョーダンの6回）。
この優勝で5つ目のチャンピオンリングを手に入れたロバート・オーリーは、異なる3つのチームで優勝したNBA史上2人目の選手となった（もう1人はジョン・サリー）。マヌ・ジノビリは、2004年のアテネ・オリンピックでの金メダルと大会MVPに続き、同じシーズンの中で2つのビッグタイトルを手に入れることとなった。
|                          | 第1戦 | 第2戦 | 第3戦 | 第4戦 | 第5戦 | 第6戦 | 第7戦 | 勝敗 |
| ------------------------ | ----- | ----- | ----- | ----- | ----- | ----- | ----- | ---- |
| サンアントニオ・スパーズ | 84    | 97    | 79    | 71    | 96    | 86    | 81    | 4-3  |
| デトロイト・ピストンズ   | 69    | 71    | 96    | 102   | 95    | 95    | 74    | 3-4  |

- ファイナルMVP：ティム・ダンカン

デトロイト・ピストンズ ロスター　コーチ：ラリー・ブラウン

リチャード・ハミルトン | 
チャンシー・ビラップス | 
テイショーン・プリンス | 
ラシード・ウォーレス | 
ベン・ウォーレス | 
アントニオ・マクダイス | 
カルロス・アローヨ | 
カルロス・デルフィノ |
エルデン・キャンベル | 
リンジー・ハンター | 
ロナルド・デュプリー | 
スマッシュ・パーカー | 
ホーレス・ジェンキンス |
アンソニー・ゴールドワイヤー | 
ダーコ・ミリチッチ | 
デリック・コールマン | 
ダーヴィン・ハム

## その他

### 引退した主な選手
- レジー・ミラー　（1988-05） シーズン中の2月にこのシーズン限りの引退を表明。乱闘事件で混乱するチームを最後までまとめ、ラストシーズンを平均14.8得点、フリースロー成功率93.3%（リーグ1位）の成績で締めくくった。
- デリック・コールマン　（1990-05）　シーズン終了後に引退を表明。
- ブラディー・ディバッツ　（1990-05）　シーズン終了後に引退を表明。
- スティーブ・スミス　（1992-05）　シーズン終了後に引退を表明。
- アラン・ヒューストン　（1994-05）　翌2005-06シーズン開幕直前の10月に引退を表明。

事実上のラストシーズンとなっている選手
- ロッド・ストリックランド　（1989-05）
- ラトレル・スプリーウェル　（1993-05）
- グレン・ロビンソン　（1994-05）

### ヘッドコーチ人事
シーズン中、あるいはシーズン後に辞任、解任されたヘッドコーチ
- レニー・ウィルキンス　（ニューヨーク・ニックス　2003-05）　※シーズン中に辞任
- ハープ・ウィリアムス　（ニューヨーク・ニックス　2005）
- ジム・オブライエン　（フィラデルフィア・76ers　2004-05）
- ポール・サイラス　（クリーブランド・キャバリアーズ 2003-05）　※シーズン中の解任
- ブレンダン・マローン　（クリーブランド・キャバリアーズ　2005）
- ラリー・ブラウン　（デトロイト・ピストンズ　2003-05）
- テリー・ポーター　（ミルウォーキー・バックス　2003-05）
- ジョニー・デイビス　（オーランド・マジック　2003-05）　※シーズン中の解任
- クリス・ジェント　（オーランド・マジック　2005）
- ドン・ネルソン　（ダラス・マーベリックス　1997-2005）　※シーズン中に辞任。後任はエイブリー・ジョンソン
- ヒュービー・ブラウン　（メンフィス・グリズリーズ　2002-04）　※シーズン中に辞任。後任はマイク・フラテロ。
- ジェフ・バズデリック　（デンバー・ナゲッツ　2002-04）　※シーズン中の解任
- マイケル・クーパー　（デンバー・ナゲッツ　2004-05）　※シーズン中の解任。後任はジョージ・カール
- フリップ・ソーンダーズ　（ミネソタ・ティンバーウルブズ　1995-2005）　※シーズン中の解任
- ケビン・マクヘイル　（ミネソタ・ティンバーウルブズ　2005）
- モーリス・チークス　（ポートランド・トレイルブレイザーズ　2001-05） ※シーズン中の解任
- ケビン・プリチャード　（ポートランド・トレイルブレイザーズ　2005）
- ネイト・マクミラン　（シアトル・スーパーソニックス　2000-05）
- ルディ・トムジャノビッチ　（ロサンゼルス・レイカーズ　2004-05） ※シーズン中に辞任
- フランク・ハンプレン　（ロサンゼルス・レイカーズ）